# Silene laconica
Silene laconica là loài thực vật có hoa thuộc họ Cẩm chướng. Loài này được Boiss. & Orph. miêu tả khoa học đầu tiên năm 1859.